# اخراج آذری‌ها از ارمنستان
اخراج آذری‌ها از ارمنستان به‌عنوان یک مهاجرت اجباری و پاکسازی قومی در قرن بیستم صورت گرفت. در طول قرن بیستم، در چندین درگیری‌های ارمنستان و جمهوری آذربایجان، صدهزار نفر آذربایجانی‌ها با توسل به زور مهاجرت داده شدند و بسیاری از آن‌ها کشته و مجروح شدند. اخراج از سال ۱۹۸۸ تا حدی به‌عنوان پاسخ به اخراج ارامنه از جمهوری آذربایجان قید گردید.

## علل و اهداف اخراج و پاکسازی‌های قومی
بیانیه علل و اهداف اخراج و پاکسازی‌های قومی در جلسه‌ای به‌طور منظم در مجمع پارلمانی شورای اروپا در سال ۲۰۰۶ که توسط چند تن از نمایندگان جمهوری آذربایجان، ایتالیا، فرانسه، اوکراین، ترکیه، رومانی امضا شده بود، هدف از پاکسازی قومی آذربایجانی‌ها در ارمنستان را ایجاد ارمنستان بزرگ بیان کرده بودند.

## پاکسازی قومی در آغاز قرن ۲۰اُم
به‌عنوان نتیجه یک جنگ قومی میان ارمنستان و جمهوری آذربایجان در آغاز قرن بیستم، و همچنین سیاست‌های هماهنگ‌سازی ملی‌گرایان ارمنستان و جمهوری آذربایجان افرادی زیادی به خاطر پاکسازی قومی از بخش‌های قابل توجهی از جمعیت ارمنستان و جمهوری آذربایجان رانده شدند.
اخراج و تبعید آذری‌ها از اواسط سال ۱۹۱۸، توسط نیروهای شبه نظامی ارمنی که نقش مهمی در تخریب شهرک‌های مسلمان در پاکسازی‌های قومی در استان سیونیک تحت رهبری آندرانیک اوزانیان داشتند، شروع شد. با فرمان بریتانیا، به‌دلیل اهداف سیاسی به آندرانیک جهت گسترش فعالیت‌های خود را تا قره باغ اجازه نداد. آندرانیک ۳۰٬۰۰۰ نفر ارمنی را از ناحیه آناتولی شرقی و عمدتاً از دو استان موش و استان بتلیس جایگزین آذربایجانی‌ها کرد. بخشی از پناهندگان ارمنی از ترکیه آورده شده در زنگوار باقی ماند، در حالی که ارمنی‌های بسیاری در ایروان و استان وایوتس‌جور جایی که مسلمانان را جهت همگن‌سازی قومی ارمنی از آنجا رانده و طرد کرده بودند، جای داده شدند. با توجه به داده‌های آماری از مجموعه قوم شناخت قفقاز از آکادمی علوم اتحاد جماهیر شوروی، شهرک‌های مسلمانان از ارمنستان توسط فدراسیون انقلابی ارمنی در جهت سیاست" پاکسازی کشور از غیر خودی " مسلمانان را مورد هدف قرار داده بود. پس با جمع‌آوری داده‌ها:
در سال ۱۸۹۷، ۶۳٬۶۰۰ هزار ارامنه (۴۶٬۲٪)، ۷۱٬۲۰۰ هزار آذربایجانی (۵۱٬۷ درصد)، ۱٬۸۰۰ هزار کرد(۱٬۳٪) از ۱۳۷٬۹۰۰ هزار نفر جمعیت اقوام استان سیونیک بودند. اما با توجه به سرشماری کشاورزی در سال ۱۹۲۲ میلادی؛ از ۶۳٬۵ هزار نفر نفوس استان سیونیک حدود ۵۹٬۹ هزار نفر را ارامنه (۸۹٬۵ درصد)، ۶٬۵ هزار آذربایجانی (۱۰٬۲ درصد)، ۰٬۲ هزار روس (۰٬۳٪) بوده‌است.
به گفته مورخ آمریکایی فیروز کاظم‌زاده به استناد مورخ ارمنی بوریان در دولت داشناک ارمنستان از ۱۹۱۸–۱۹۲۰، برای اخراج جمعیت مسلمان، تشنج و توقیف اموال تأسیس شده بود.
و همچنین فیروز کاظم‌زاده مدعی ست نابودی مسلمانان در سرزمین‌های، که تحت کنترل ترکیه، بعد از اشغال آن توسط ارتش ارمنستان اتفاق افتاده بود. در حالی که تانر آکجام در مورد این قتل‌عام که آن‌ها اغراق‌آمیز یا حتی ساختگی می‌باشد، را مدعی ست.

## اخراج آذربایجانی‌ها از جمهوری سوسیالیستی ارمنستان شوروی

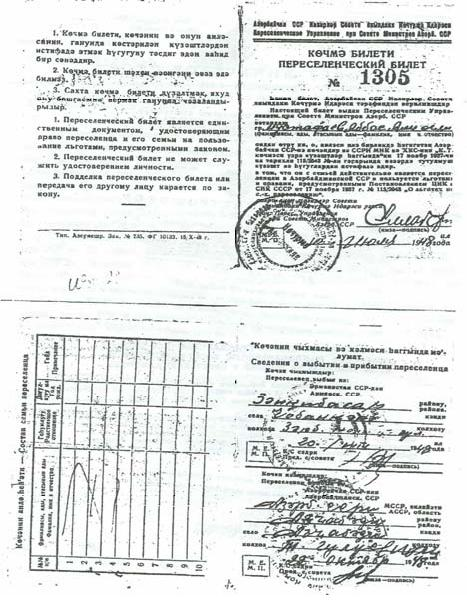
بلیط مهاجرت اجباری یک آذربایجانی به نام عباس علی اوغلو مصطفی از منطقه زنگی باسار جمهوری سوسیالیستی ارمنستان شوروی به جمهوری سوسیالیستی آذربایجان شوروی و منطقه آغجه‌بدی جمهوری آذربایجان کنونی. صدور در ۱۰ ژوئیه ۱۹۴۸

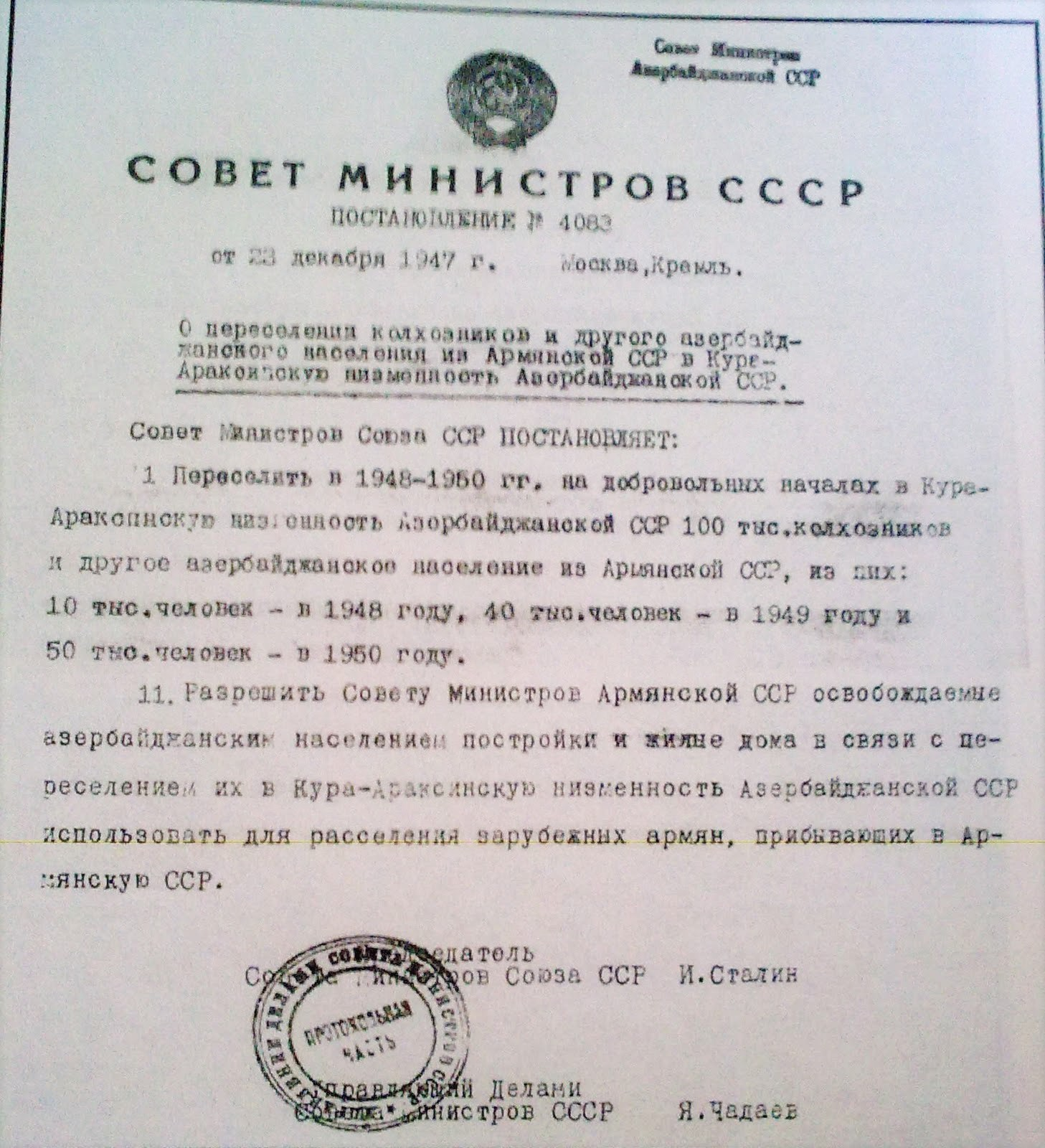
استالین فرمان و سفارش اخراج آذربایجانی‌ها از جمهوری سوسیالیستی ارمنستان شوروی و جایگزینی ارامنه خارجی را به داخل ارمنستان در ۲۳ دسامبر ۱۹۴۷ به امضا رسانید.

قرن بیستم، برای آذربایجانی‌های ارمنستان دوره مهاجرت به حاشیه راندن، تبعیض و جرم اغلب اجباری بود که منجر به تغییرات قابل توجهی در ترکیب قومی این کشور شد، آذربایجانی‌ها حتی تا آغاز جنگ قره‌باغ نیز بزرگ‌ترین اقلیت ارمنستان بودند. در سال ۱۹۰۵–۱۹۰۷ استانداری ایروان عرصه درگیری بین ارامنه و آذربایجانی‌ها را متوجه دولت روسیه کرده‌بود که در جریان انقلاب روسیه در ۱۹۰۵ باعث تحریک ملت شده‌بود.
پس از سال ۱۹۱۸ جنگ بر سر مسائل مرز مشترک جمهوری سوسیالیستی ارمنستان شوروی و جمهوری سوسیالیستی آذربایجان شوروی از سر گرفته‌شد و جنگ همراه با هجوم پناهندگان ارمنی که منجر به قتل‌عام گسترده مسلمانان در ارمنستان گردید. آندرانیک اوزانیان و روبن ترمیناسیان در تخریب شهرک‌های مسلمانان و طرح همگن‌سازی قومی برنامه‌ریزی شده‌ای با مخلوط‌سازی جمعیت را از طریق پناهندگان ارمنی ترکیه از سر گرفتند.
پس از آن جمعیت آذربایجانی‌ها کمتر شد، با توجه به همه این اخراج‌ها اتحاد جماهیر شوروی در سرشماری سال ۱۹۲۶ جمعیت آذربایجانی‌ها را تنها ۷۸٬۲۲۸ اعلام کرده‌بود که در ارمنستان زندگی می‌کردند و شامل ۸٫۸ درصد از جمعیت کل این کشور در آن دوران می‌شد. پس از فروکش کردن درگیری‌ها جمعیت‌شان تا ۱۳۱٬۰۰۰ نفر نیز فزونی یافت. در سال ۱۹۴۷، گریگور آرتینف دبیر اول حزب کمونیست ارمنستان، موفق به متقاعد کردن شورای وزیران اتحاد جماهیر شوروی به صدور فرمان توسط استالین تحت عنوان اقدامات برنامه‌ریزی شده برای کوچ مجدد کارگران آذربایجانی ارمنستان به جمهوری سوسیالیستی آذربایجان شوروی شد.
بر اساس این حکم، آذربایجانی‌ها بین سال‌های ۱۹۴۸–۱۹۵۱ توسط برخی منابع به جمهوری سوسیالیستی آذربایجان شوروی نفی بلد شدند. تا راه برای ورود ارمنی‌های خارج از کشور باز شود که در طول چهار سال ۱۰۰٬۰۰۰، آذربایجانی از جمهوری سوسیالیستی ارمنستان شوروی تبعید شدند. طوری‌که جمعیت آنان در سال ۱۹۵۹ به ۱۰۷۷۴۸ تقلیل یافت. و در سال ۱۹۷۹، آذربایجانی‌ها ۱۶۰۸۴۱ نفر و ۵٫۳٪ از جمعیت کل ارمنستان را تشکیل می‌دادند. جمعیت آذربایجانی‌های شهر ایروان، که زمانی اکثریت جمعیت را در سال‌های ۱۹۵۹ و قبل از آن تشکیل می‌دادند، در سال ۱۹۸۹ به ۰٫۷٪ به ۰٫۱٪ کاهش یافت.

## آمار جمعیت آذری‌ها در ارمنستان

### گاهشمار اخراج و اسکان
- ۱۹۴۷ - شوراهای اتحاد جماهیر شوروی از قطعنامه وزیران در مورد مهاجرت اجباری آذربایجانی‌ها از ارمنستان شوروی به آذربایجان شوروی
- ۱۹۴۷–۱۹۵۰ - اخراج آذربایجانی‌ها از ارمنستان شوروی
- نوامبر، ۱۹۸۷ - حمله به آذربایجانی‌ها در ناحیه گافان[پ ۳] ارمنستان
- ۲۵ ژانویه ۱۹۸۸ - اخراج دسته جمعی آذربایجانی‌ها از ناحیه گافان[پ ۴] ارمنستان
- ۲۱ فوریه ۱۹۸۸ - تظاهرات توده‌ای در ایروان آغاز شد.
- ۱۹۸۸ - توده اخراج آذربایجانی‌ها از ارمنستان[۲۹]

| قومی گروه | آمار ۱۹۲۶۱ | آمار ۱۹۲۶۱ | آمار ۱۹۳۹۲ | آمار ۱۹۳۹۲ | آمار ۱۹۵۹۳ | آمار ۱۹۵۹۳ | آمار ۱۹۷۰۴ | آمار ۱۹۷۰۴ | آمار ۱۹۷۹۵ | آمار ۱۹۷۹۵ | آمار ۱۹۸۹۶ | آمار ۱۹۸۹۶ | آمار ۲۰۰۱۷ | آمار ۲۰۰۱۷ | آمار ۲۰۱۱۸ | آمار ۲۰۱۱۸ |
| --- | ---------- | ---------- | ---------- | ---------- | ---------- | ---------- | ---------- | ---------- | ---------- | ---------- | ---------- | ---------- | ---------- | ---------- | ---------- | ---------- |
| قومی گروه | ۷۶٬۸۷۰     | ۸٫۷        | ۱۳۰٬۸۹۶    | ۱۰٫۲       | ۱۰۷٬۷۴۸    | ۶٫۱        | ۱۴۸٬۱۸۹    | ۵٫۹        | ۱۶۰٬۸۴۱    | ۵٫۳        | ۸۴٬۸۶۰     | ۲٫۶        |            |            |            |            |
| 1 Source: . 2 Source: . 3 Source: . 4 Source: . 5 Source: . 6 Source: . 7 Source: بایگانی‌شده در ۲ ژوئن ۲۰۱۰ توسط Wayback Machine. 8 Source: . |            |            |            |            |            |            |            |            |            |            |            |            |            |            |            |            |

## نتایج پاک‌سازی قومی
در نتیجه پاکسازی قومی به سال ۱۹۸۸، باعث شد آخرین مرحله همگن‌سازی در جمهوری ارمنستان انجام شود. در نهایت جمعیت ارمنیان به ۹۸٪ از کل جمعیت ارمنستان رسید. مسئولیت این حوادث بر ناسیونالیستهای ارمنی و نیز دولت جمهوری تحمیل شد، بازماندگان جمعیت آذری‌ها در سال ۱۹۹۱ از ارمنستان رانده شدند. بنا بر گزارش کمیساریای عالی سازمان ملل برای پناهندگان، جمعیت مردم آذری، که بزرگ‌ترین اقلیت قومی در ارمنستان تا سال ۱۹۸۸ بودند، با کمک مقامات محلی پس از قتل‌عام ارمنیان در سومگاییت و باکو رانده شد. امروزه ارمنستان تنها کشور در بین جمهوری‌های سابق اتحاد جماهیر شوروی می‌باشد که جمعیتی بالغ بر ۹۷٫۹٪ از اقوام ارمنی دارد. برآوردهای کمیساریای عالی سازمان ملل برای پناهندگان جمعیت آذری‌ها در ارمنستان را تنها بیش از ۳۰ نفر برآورد می‌کند. که اکثریت آنان در مناطق روستایی زندگی می‌کنند و از اعضای خانواده‌های مخلوط (معمولاً زنان آذری با مردان ارمنی ازدواج کرده‌اند). تغییرات در مشخصات فردی، تغییر نام شهرک‌ها و شهرها در قلمرو جمهوری سوسیالیستی ارمنستان شوروی همراه شد. در مجموع نام بیش از ۶۰۰ منطقه در SSR ارمنستان از سال ۱۹۲۴ به ۱۹۸۸ تغییر یافت. الباقی موارد تغییر نام ترکی به ارمنی که در یافتن نام جدید به طول انجامیده بود در سال ۲۰۰۶ به بعد نام ۲۱ شهرک نیز عوض شدند. سهم آذری‌ها از تنوع فرهنگی ارمنستان به مانند فرهنگ عاشیق دچار خسارات زیادی شد. که در نهایت فرهنگ آذری از این کشور ناپدید گشت.

## تغییرات ساختار جمعیتی در ایروان
در سال ۱۸۹۷، در شهر ایروان ۲۹٬۰۰۶ نفر سکونت داشتند، که ۱۲٬۵۲۳ از آن‌ها ارامنه، ۱۲٬۳۵۹ نفر را آذربایجانی‌ها تشکیل می‌دادند. با توجه به سرشماری امپراتوری روسیه در سال ۱۸۹۷، آذربایجانی‌ها (تاتارها) تا ۱۲٬۰۰۰ نفر (۴۱٪) از ۲۹٬۰۰۰ نفر جمعیت ایروان را شامل می‌شدند. با این حال، در دوره پاکسازی‌های قومی سیستماتیک در طول سال‌های بسیار و مهاجرت ارامنه از ایران و امپراتوری عثمانی، پایتخت ارمنستان با جمعیت فراوان ارمنی روبرو شد. با توجه به سرشماری سال ۱۹۵۹، ارامنه تا ۹۶ درصد از جمعیت کشور و در سال ۱۹۸۹ بیش از ۹۶٬۵ درصد را شامل می‌شدند. و آذربایجانی‌ها تنها ۰٬۱ درصد از جمعیت ایروان در سال ۱۹۸۹ تشکیل می‌دادند. تغییرات جمعیتی اجباری در ایروان با کمک ناسیونالیست‌های ارمنی از حزب «فدراسیون انقلابی ارمنی» اجرا شد. آن‌ها جمعیت ایروان به نفع ارامنه با تهدید و ارعاب مسلمانان محلی تغییر دادند. به عنوان نتیجه یک پاکسازی قومی، نه تنها آذربایجانی‌ها از ایروان دور رانده شدند، بلکه مسجد آذربایجانی‌ها در ایروان نیز نابود شد.

## یادداشت
1. ↑  A. Boryan
2. ↑  Taner Akçam
3. ↑  Gafan
4. ↑  Gafan